# Tribus (onderneming)
Tribus is een Nederlandse busombouwer in Utrecht. Tribus bouwt bestaande bestelwagens hiervoor om, om dienst te doen voor taxiritten, pendelritten of lijndiensten. Tribus bouwt hiervoor de busjes speciaal om voor rolstoelgebruikers. Een aantal bekende producten zijn de Tribus Civitas en de Mercedes-Benz Sprinter buurtbussen. Ook bouwt Tribus bussen en wagens om voor particulier gebruik.

## Geschiedenis
Na de sanering van Q-bus in 1998 namen enkele ex-werknemers het initiatief voor een doorstart. Wegens tegenslag ontstond er uiteindelijk een nieuw bedrijf, namelijk Tribus. In 1999 werden de eerste minibussen gebouwd in samenwerking met het Deense bedrijf Jany en in 2001 werd de eerste bus afgeleverd in Nederland. In 2003 werd het dochterbedrijf Mobilution B.V. opgericht om een sterkere positie in de markt te verkrijgen. In de loop der jaren zijn er steeds meer producten ontwikkeld. In 2007 nam Tribus het ombouwbedrijf Wubus over en er werd de Tribus Civitas ontwikkeld als minibus speciaal voor met name de export. In datzelfde jaar werd voor de Franse markt 50 exemplaren geproduceerd.